# Ader (plant)

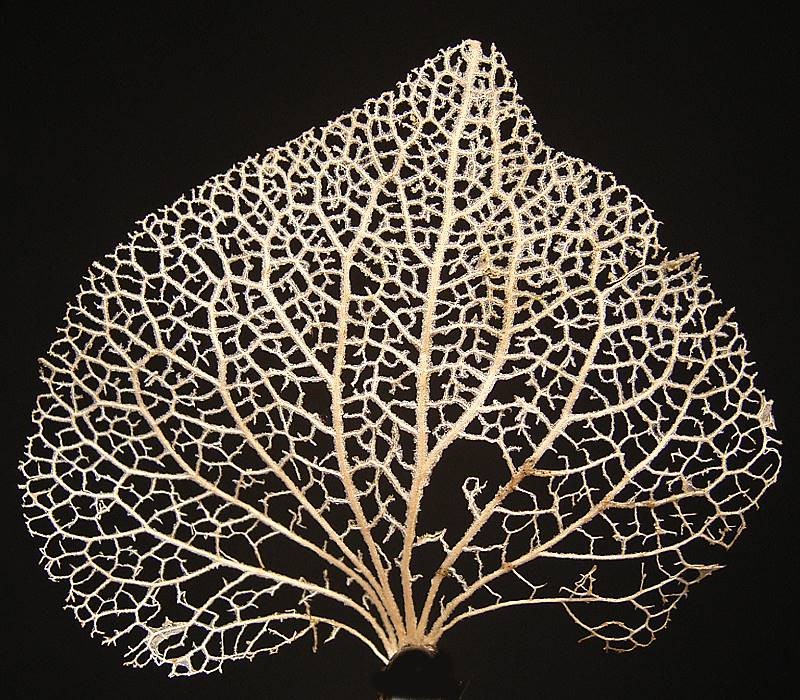
Nerfskelet van een hortensiablad

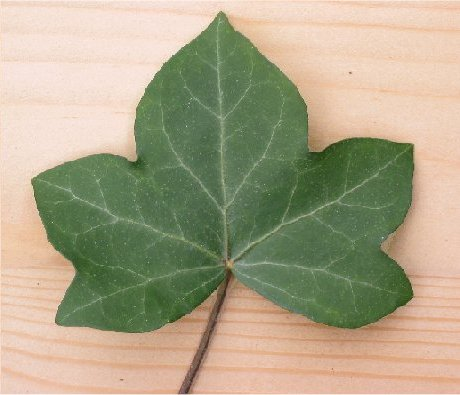
Handnervig blad van klimop met hoofdnerven, zijnerven en aderen

Een ader (vena) is een vertakking van de zijnerf of van een ader van de bladschijf. Het zijn min of meer onopvallende nerven die zijdelings uit de zijnerf of uit een grotere ader komen.

## Zie ook

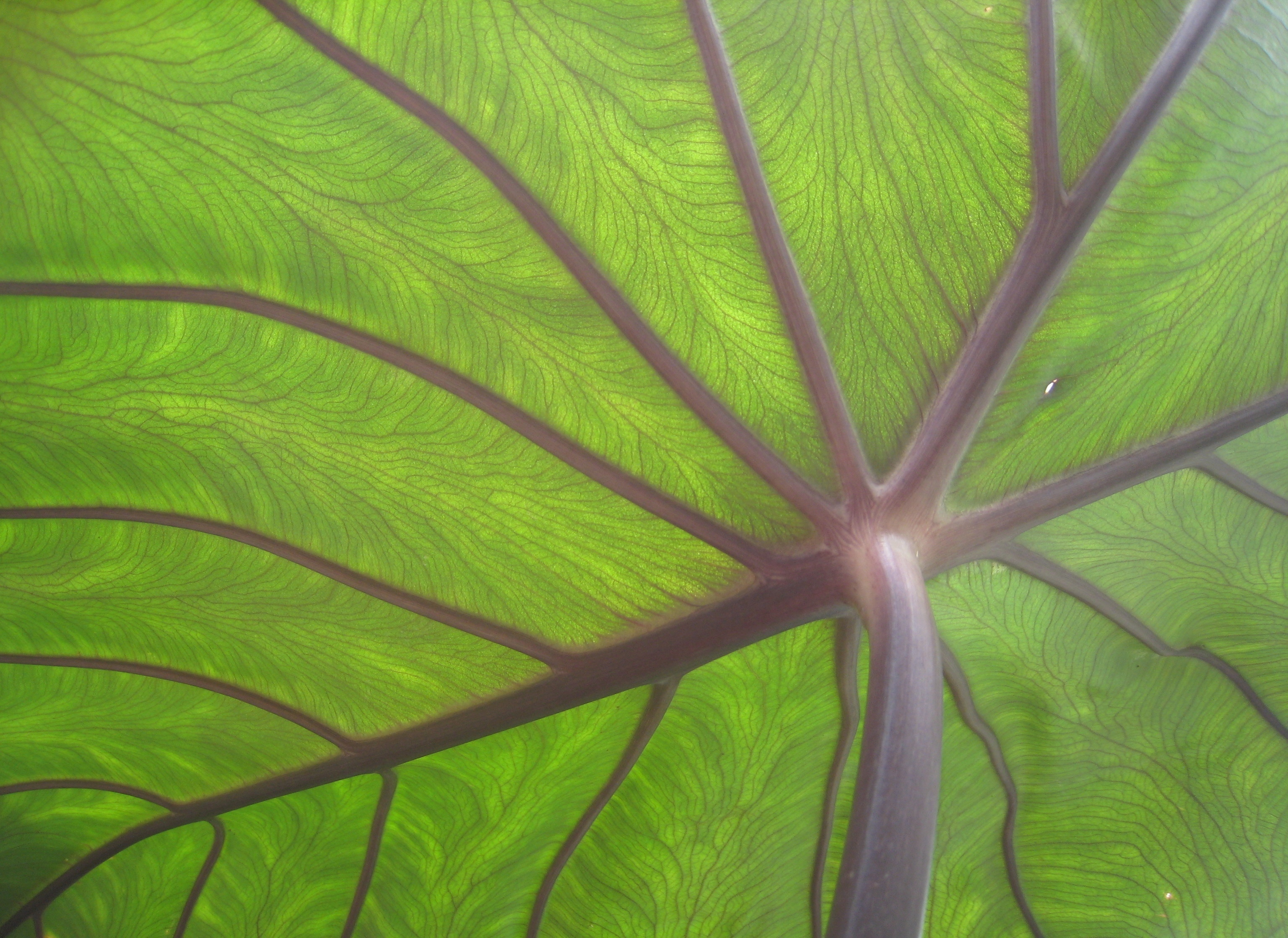
Blad van taro met hoofdnerf, zijnerven en aderen